# Pat Cohen

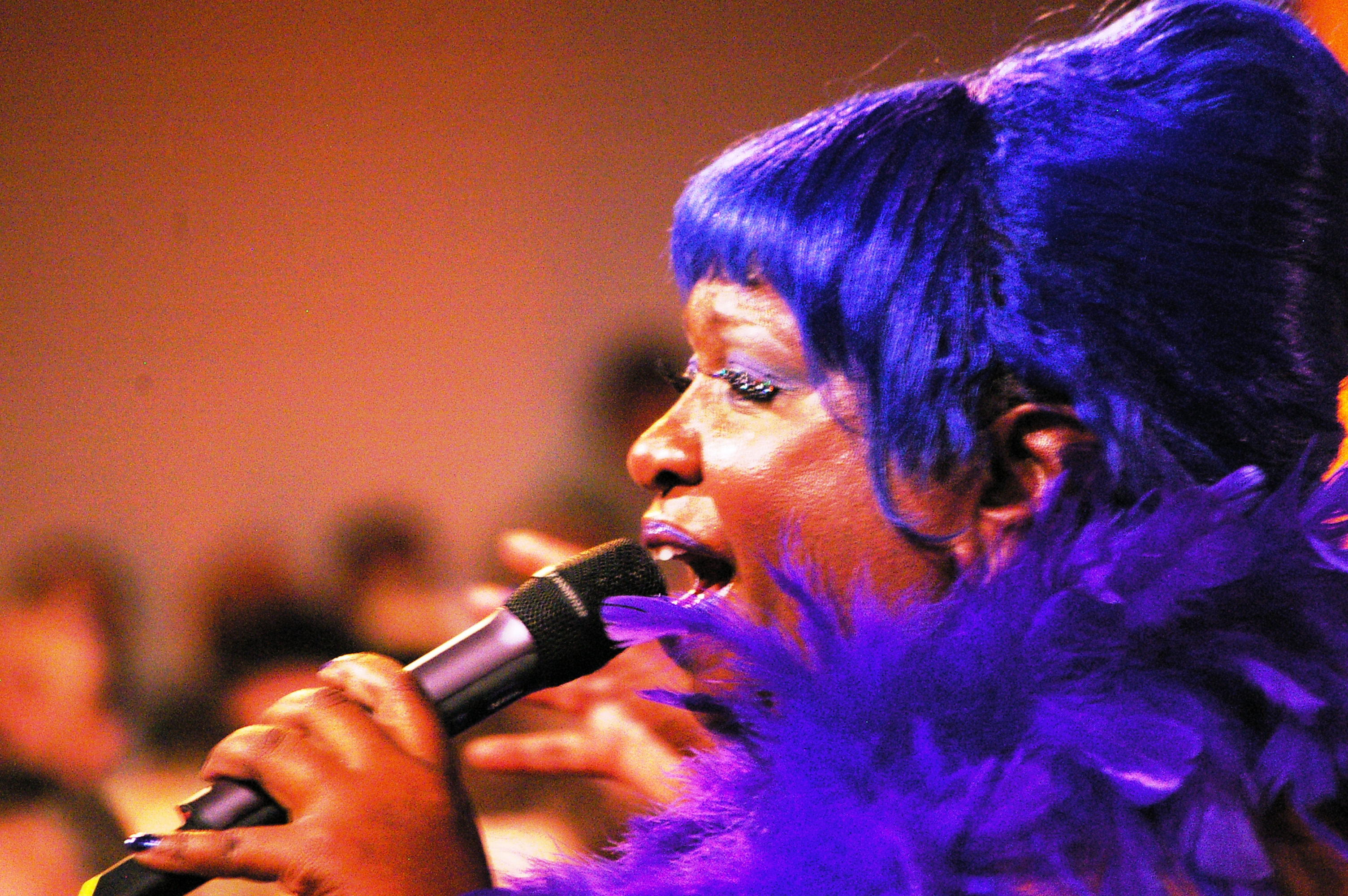
Pat "Mother Blues" Cohen – Jazzwoche Burghausen 2011

Pat "Mother Blues" Cohen (* 29. April 1957 in Monroe, North Carolina) ist eine US-amerikanische Bluessängerin.

## Leben
Sie wuchs in einer musikalischen Familie auf, in der der Blues einen wichtigen Stellenwert hatte. Bei Jamsessions auf der Terrasse ihres Onkels hörte und sang sie schon als kleines Mädchen diese Musik. Anfang der 1980er-Jahre begann ihre musikalische Karriere, als sie gefragt wurde, ob sie in einem lokalen Club des Ortes auftreten wolle, wo sie ins College ging. 
“I had three days to find three musicians and put together 30 songs.They loved me—the rest is history because I’ve been singing the Blues ever since.” (Ich hatte drei Tage Zeit drei Musiker zu finden und 30 Songs zu lernen. Sie liebten mich- und der Rest ist Geschichte, denn ich singe seither den Blues.)
Jahrelang trat sie in New Orleans an sechs Tagen der Woche in verschiedenen Clubs und Veranstaltungsorten auf, darunter auch dem House of Blues. Als der Hurrikan Katrina New Orleans zerstörte, zog sie nach Greensboro, wo sie seither lebt. Zu dieser Zeit schloss sie sich der Music Maker Blues Revue an, mit der sie regelmäßig auftritt.
Ihr Gesangsstil und ihre Auftritte erinnern an ihre großen Idole Billie Holiday, Koko Taylor und Etta James. Neben Blues singt sie auch noch Jazz und Rhythm and Blues.

## Diskographie
- Pat "Mother Blues" Cohen 2000
- Music Maker Revue Live! In Europe 2011
- Millenium Blues 2004